# Primera batalla de Nanawa
La Primera batalla de Nanawa correspondiente a la Guerra del Chaco, entre Bolivia y el Paraguay, se libró en el Chaco Boreal desde el 20 al 26 de enero de 1933. Fue el primer intento del ejército boliviano por capturar el estratégico fortín Nanawa que le abría las posibilidades de avanzar hacia el norte (Arce-Isla Poí) o, en su defecto, avanzar hacia el este para salir al río Paraguay a la altura de la ciudad de Concepción ubicada sobre la margen oriental de ese arroyo y río

## Antecedentes
Cuando el ejército boliviano capturó, a fines del mes de julio de 1932, los fortines Corrales, Toledo y Boquerón, antes de que la guerra comenzara, el general Carlos Quintanilla solicitó al general Filiberto Osorio que lo autorizara a ocupar también los fortines Nanawa y Rojas Silva. Salamanca prohibió la ocupación de Nanawa, en cambio Rojas Silva fue ocupado el 6 de septiembre de 1932 por la compañía CI-3, al mando del capitán Arce y la compañía CI-4, al mando del capitán Manchego. Ambas unidades pertenecían al batallón I/RI-14, transitoriamente al mando del mayor Santalla, que partieron desde el fortín Arce. El fortín Nanawa fue reforzado por el ejército paraguayo durante el mes de agosto y se mantuvo en actitud defensiva desde el comienzo de la guerra. A partir del 23 de diciembre de 1932, cuando el Mariscal José Félix Estigarribia determinó que todo el ejército paraguayo debía pasar momentáneamente a una "defensa activa" hasta que la relación de fuerzas permitiera volver a la ofensiva, las defensas de Nanawa fueron mejoradas aún más.

## Preparativos para el ataque
Una vez al mando del ejército boliviano a fines de diciembre de 1932 y equilibrado el sector Saavedra-Kilómetro 7, el general Hans Kundt puso en marcha su plan ofensivo para capturar, con la acción de dos Cuerpos de Ejército, los fortines paraguayos Fernández (Herrera), Corrales y Toledo, hacia el norte, y Nanawa,  hacia el sur. El objetivo final era abrirse paso hacia Isla Poí y acabar con la presencia paraguaya en el Chaco. La estrategia de Kundt se basaba en  la utilización masiva de hombres y recursos que bastaría para hacer retroceder al ejército enemigo. 
- Recursos a emplear

Frente al sector de Nanawa, Kundt y el teniente coronel David Toro, Jefe del Estado Mayor del Primer Cuerpo de Ejército, elaboraron y organizaron secreta y personalmente la preparación de las operaciones. El presidente Salamanca, enterado por terceras personas, consideró que era prematuro atacar antes de haber completado la movilización total de las fuerzas bolivianas, tanto en hombres como en armamento. Kundt tampoco aprobó la sugerencia de Toro de reforzar la División que se iba a encargar del ataque con regimientos de la 9.ª División que todavía no iban a ser empleados.
La 7.ª División boliviana, al mando del coronel Gerardo Rodríguez y con el teniente coronel Secundino Olmos como Jefe de Estado Mayor fue designada para atacar Nanawa. Esa División era, conjuntamente con la 4.ª División, la mejor del ejército boliviano por la preparación de sus hombres y equipamiento. Para la acción sobre Nanawa fue dividida en tres columnas:
- el Destacamento Frías, formado por los regimientos RI-42, RI-16 ‘’Castillo‘’ (2 batallones), RC-5 ‘’Lanza‘’ (2 escuadrones), RC-7 ‘’Chichas‘’ y la sección de artillería Seleme, todo al mando del teniente coronel Enrique Frías;
- el Destacamento Quiroga formado por los regimientos RI-8 ‘’Ayacucho‘’, RC-1 ‘’Abaroa‘’ (una sección) y una sección de artillería mixta, todo al mando del teniente coronel Julio Quiroga;
- el Destacamento Reque Terán formado por los regimientos RI-7 ‘’Azurduy‘’, RI-26, RI-39, un escuadrón del RC-1 ‘’Abaroa‘’, la sección Ruck del regimiento RC-5 ‘’Lanza‘’ y una sección antiaérea SEMAG, todo al mando del teniente coronel Jacinto Reque Terán.

El Grupo de Artillería Divisionario, al mando del mayor Alfredo Peñaranda Esprella, con 16 cañones y 360 artilleros, apoyarían a las fuerzas atacantes. A estas fuerzas se agregaron una sección de zapadores, 2 secciones de comunicaciones y 1 Compañía sanitaria con 29  camiones. Estas fuerzas totalizaban un total de 4140 hombres y a partir del día 21 se reforzarían con 4 regimientos o sea 1200 hombres más.
La aviación boliviana colaboraría con el ametrallamiento y bombardeo a baja altura utilizando 3 escuadrillas con un total de 9 modernos caza-bombarderos de origen estadounidense.
- Plan del ataque boliviano

El destacamento Frías atacaría frontalmente desde el sur, con el centro de gravedad sobre el ala derecha, procurando salir a la retaguardia de Nanawa. El grupo Suárez del RC-5 ‘’Lanza‘’ protegería el ala derecha del Destacamento Frías, cortando la posible retirada del enemigo hacia el sureste. Por el centro, el regimiento ‘’Ayacucho‘’ atacaría frontalmente en dirección este, efectuando la limpieza de las posiciones enemigas de avanzada para colocarse posteriormente a la defensiva. El Destacamento Reque Terán atacaría  por el norte para caer sobre el flanco y espaldas del enemigo. La sección Ruck avanzaría 3 kilómetros al noreste para emboscar a todos los refuerzos de la 4.ª División paraguaya que quisieran venir en ayuda del fortín Nanawa desde Gondra o Bullo. El escuadrón del RC-1 ‘’Abaroa‘’ seguiría la progresión de la columna Reque Terán hasta juntarse con el RC-5 ‘’Lanza‘’ que aparecería desde el sur por detrás del fortín cerrando de esta manera el cerco sobre Nanawa.
- Plan defensivo paraguayo

La guarnición paraguaya que defendía Nanawa era la 5.ª División más refuerzos, al mando del teniente coronel Luis Irrazábal que había llegado recientemente de su curso de perfeccionamiento en Bélgica. Esta fuerza de 3000 hombres estaba integrada por los regimientos RI-13 ‘’Tuyutí‘’, RI-7 ‘’24 de mayo‘’, RC-4 ‘’Acá-Carayá‘’, RC-5 ‘’Acá-Verá‘’, un escuadrón divisionario y una batería de cañones Krupp. El regimiento ‘’Boquerón‘’ se ubicó de reserva en Rancho Ocho y el grupo de artillería ‘’General Brugués‘’ en Bullo. Irrazabal estimaba como más probable que el ataque boliviano viniera desde sector sur pero no descartaba un ataque por el norte aunque esto complicaría a las fuerzas enemigas ya que deberían cuidarse de no ser atacadas por la retaguardia desde Bullo y Gondra. El coronel Estigarribia reforzó, por las dudas, el fortín Orihuela ubicado al este de Nanawa, en el camino hacia el río Paraguay y Concepción.
La preparación de una red de posiciones defensivas y de vías de comunicación internas  frente al "Abra de Nanawa" y en las "islas" al norte y al sur del fortín, transformaron a Nanawa en un poderoso reducto fortificado con trincheras, alambrados de púas, nidos de ametralladoras y morteros protegidos por quebracho, ubicados en los bordes del bosque frente a un despejado campo de tiro.

"Kundt no tendrá probablemente la menor idea del esfuerzo realizado por los hombres de Irrazábal, pues no dudará en declarar, en el momento de desencadenar su ofensiva: "Mañana a mediodía, Nanawa estará en nuestras manos"
Jorge Antezana Villagrán (Casabianca y Boselli Cantero, 2000, p. 26 vol. 4-5)

## Desarrollo de las operaciones
El 7 de enero comenzaron las operaciones con la ocupación de los fortines paraguayos Duarte y Mariscal López lo que significó un preaviso para los defensores de Nanawa. 
Después de constatar el perímetro defensivo mediante patrullas, el RC-7 ‘’Chichas‘’ y los 2 escuadrones del RC-5 ‘’Lanza‘’ se lanzaron al asalto arrollando los puestos de detección avanzados de los paraguayos que se retiraron a sus líneas principales.

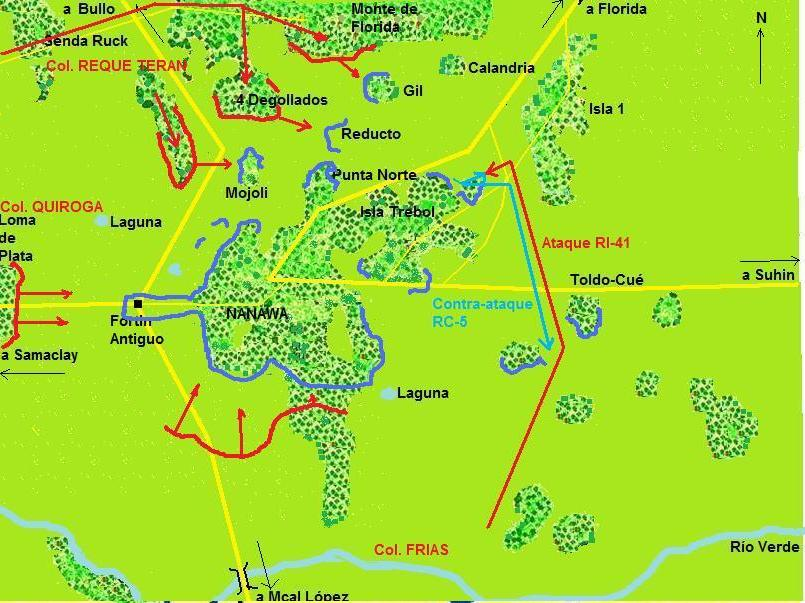
Situación entre el 20 y 24 de enero de 1933. Rojo=Fuerzas bolivianas. Azul=Fuerzasparaguayas.

### Ataques en la zona central y sur
Bajo una lluvia torrencial, el 20 de enero de 1933, a las 05:00 horas, la artillería boliviana comenzó su tarea de ablandamiento sobre el fortín. Las fuerzas del RI-8 ‘’Ayacucho‘’ salieron de sus posiciones de apronte acercándose al “Abra de Nanawa”, detrás del cual se encontraba el fortín "antiguo" y que servía de punto adelantado de la defensa. Por su parte, el RC-7 ‘’Chichas‘’ y el RI-42 avanzaron dos kilómetros desde el sur sin encontrar resistencia. El combate se generalizó en los frentes central y sur. Bajo la presión de la artillería, la aviación y los infantes, los defensores paraguayos cedieron puestos adelantados en el centro. El grupo Quiroga capturó la posición fortificada en la isla "Loma de Plata". Al sur, el destacamento Frías cruzó el pajonal que tenía delante y llegó al borde del bosque donde estaba ubicado el fortín, amenazando su flanco izquierdo. Al atardecer, los atacantes formaban un semicírculo que apretaba a Nanawa por dos frentes. Todo dependía ahora de que el destacamento Reque Terán pudiera salir por el norte, a las espaldas del fortín, para cerrar el círculo.

### Marcha de aproximación en la zona norte
En su sector, el destacamento Reque Terán tuvo que enfrentar la adversa naturaleza chaqueña que hizo penosa su larga progresión. El destacamento había salido de su punto de partida el día 19 a las 22:00 horas y avanzó en fila india por la senda Ruck, abierta ex-profeso para esa maniobra. La lluvia y el barro dificultó la marcha nocturna de los soldados que debían avanzar con el agua hasta las rodillas. Al amanecer del día 20, dada la imposibilidad de salir al camino que une Nanawa con Gondra, Reque Terán informó de esta situación a Kundt pidiendo un mayor plazo para alcanzar su posición de apronte. Kunt le ordenó que continuara su marcha pero no suspendió la hora de inicio de las operaciones sin importarle la falta de coordinación que tendría el ataque. La columna norte, luego de llegar al final de la senda Ruck de 6 kilómetros, siguió avanzando a través de un monte enmarañado con la tropa agotada por el esfuerzo de toda la noche. Mientras todavía se abría paso sigilosamente, pudo constatar que el ataque  en el frente de los otros destacamentos ya había comenzado. Por consiguiente, salvo una Compañía del RI-39 que alcanzó su posición a tiempo, su participación en el ataque inicial del día 20 fue prácticamente nula. De todas formas las acciones bolivianas en el centro y sur resultaron promisorias.

### Ataques desde el 21 al 23 de enero
Al amanecer del día 21, la columna Reque Terán chocó sorpresivamente contra lo que resultó ser el flanco derecho de sistema defensivo de Nanawa, cuyo punto principal era una isla boscosa que los defensores llamaban "Isla Fortificada" y que los bolivianos bautizaron como "Isla del Diablo". Esto significaba que al girar muy pronto hacia el sureste el envolvimiento se había transformado en una acción lateral y no en un ataque hacia la retaguardia. En su avance por el cañadón recibió un fuerte hostigamiento de los cañones del GA-1 paraguayo "Gral. Bruguéz" al que se sumó el  calor y la falta de agua por lo que tuvo que retroceder a la zona boscosa. Recién a partir del mediodía la acción del grupo Reque Teran recibió la ayuda indirecta del grupo Frías que reinició su ataque por el sur. El grupo Quiroga, en el centro, se mantuvo en su posición reorganizando sus fuerzas debido a las fuertes bajas sufridas el día anterior recibiendo por tal motivo el refuerzo del RI-16 "Castillo".
Durante el día 22, los tres destacamentos combatieron desde los puntos que habían alcanzado en su avance inicial sin poder penetrar en la defensa enemiga. Toro insistió en la necesidad de utilizar los regimientos de la 9. División en el ala norte. 
El día 23, el destacamento Quiroga, trató una vez más de desalojar a los paraguayos del fortín "antiguo", perdiendo en esa ocasión al mayor Alberto Valdez y a muchos soldados.
El teniente coronel Reque Terán envió un escuadrón de 100 hombres del RC-1 ‘’Abaroa‘’, al mando del mayor Roberto Carrasco, hacia el camino que conecta Nanawa con Gondra a fin de cortar el aprovisionamiento de Nanawa desde el Norte. Una fuerza paraguaya de 1000  hombres, al mando del teniente coronel Arias, que venía a asegurar el camino de Falcón a Nanawa, chocó imprevistamente contra esa pequeña unidad boliviana que trató de cerrarles el paso y la aniquiló totalmente. El comandante boliviano falleció mientras era atendido, en el campo de batalla, por la teniente Galeano de Díaz de Bedoya, enfermera de la sanidad paraguaya.

### Nuevo intento de ataque por la zona sur
Dado que los defensores frenaban el avance por el norte y el centro, Kundt cambió el peso del ataque hacia el sector sur pensando que era la zona más débil.  Se había observado que un camión del destacamento Frías había realizado una misión de exploración sin recibir un solo disparo. Lo que sucedió era que comenzaron a faltar municiones en Nanawa debido al elevado consumo para frenar el ataque boliviano y a las lluvias que detuvieron el flujo del abastecimiento. Irrazabal ordenó  disparar sólo a blancos seguros y que significaran un peligro real para sostener las posiciones. Además sacó hombres de las trincheras para construir rápidamente una pista de aterrizaje improvisada en la parte despejada del fortín pues Estigarribia había rechazado la idea de abandonar el fortín por falta de municiones. Esta precaria pista permitió establecer un puente aéreo dado que el lanzamiento de municiones por paracaídas producía la pérdida de casi el 80% del material.  Varios aviones, esquivando el fuego terrestre y la aviación boliviana, pudieron aterrizar en esa precaria pista trayendo municiones.
El cambio que propuso Kundt de atacar por el sur lo hizo sin consultar previamente con el comando de la 7.ª División lo que produjo inquietud y confusión en los mandos. Ordenó  que el recién llegado RI-41, al mando del teniente coronel Pantoja, saliera al camino que une Nanawa con Suhín, para luego atacar las espaldas del fortín. A las 06:00 horas del 24 de enero, el RI-41 cortó ese camino tomando posiciones defensivas a ambos lados de la senda. Desde allí atacó enérgicamente hacia Nanawa desalojando puntos defensivos ubicados en las ‘’islas‘’ y girando hacia el oeste llegó al sector donde estaban las cocinas y la sanidad del fortín. Pero el apoyo de la artillería que recibió Pantoja sólo sirvió para alertar a los defensores paraguayos ya que el mayor boliviano López, encargado de la misma, no sabía a donde apuntar los cañones.
En ese momento Irrazábal ordenó a fuerzas del regimiento RC-5 que despejaran la retaguardia del fortín. En los combates cuerpo a cuerpo, los fuertes y sordos ruidos de los disparos fueron reemplazados por el sonido seco y metálico de las bayonetas bolivianas contra los machetes paraguayos.  Después de tres horas de lucha encarnizada, el escuadrón Rodríguez del RC-5 ‘’Acá-Verá‘’, logró hacer retroceder a Pantoja a su posición inicial y como este no recibió el apoyo de los refuerzos previstos antes del ataque sufrió muchas bajas mientras se retiraba sin cobertura.  Las ‘’islas‘’ fortificadas ubicadas en el cañadón sur volvieron a ser ocupadas por los paraguayos.

### Últimos intentos
Se dictaron nuevas órdenes y contraordenes de parte de Kundt y Estigarribia: Kundt sacó al Regimiento ‘’Sucre‘’ de ‘’Kilómetro 7‘’ para reforzar al Destacamento Reque Terán situado el Norte. Estigarribia, a su vez, trajo fuerzas de su 4.ª División desde Alihuatá.
El 24 de enero, a las 07:30 horas y durante media hora, la batería boliviana Torres bombardeó intensamente la ‘’Isla del Diablo‘’. Sus ocupantes desalojaron las primeras líneas  hacia otras ubicadas más atrás. El jefe del RI-7 ‘’Azurduy‘’, mayor Eliodoro León, fue informado del abandono paraguayo de la ‘’Isla Fortificada‘’, pero se mantuvo en su posición esperando la orden de ocuparla. Cuando esa orden llegó (a las 08:30 horas) ya era demasiado tarde, pues al avanzar se encontró con la fuerte resistencia de los defensores que habían retomado su posición al cesar el fuego de la artillería enemiga. De esta manera el RI-16 y el RI-7 quedaron atrapados entre el fuego enemigo y un sol abrasador. Muchos cayeron víctima de la metralla o de la insolación.
La batería boliviana Torres tuvo que cubrir con sus cañones la retirada de los infantes atrapados en el pajonal, a medio camino entre sus trincheras de partida y la posición de los paraguayos. Esta acción no sólo mostró la falta de coordinación entre la artillería y la infantería sino la excesiva dependencia de los oficiales bolivianos de las detalladas órdenes tácticas de su comando, lo que les sacaba toda posibilidad de iniciativa propia. Esta forma de conducción fue una constante en el ejército boliviano durante gran parte de la guerra.

"Este fue el fruto de la peculiar escuela implantada por el señor general Kundt, la cual llegó a anular casi por completo toda iniciativa personal"
David Toro (Vergara Vicuña, 1944, p. p=336 vol. 3)

El 26 de enero, los paraguayos salieron de la ‘’Isla Fortificada‘’ y asaltaron a su vez las posiciones bolivianas en la saliente del bosque que estaba a su frente. Los cañones de la Batería Torres bombardearon el campo y mediante un contraataque los bolivianos recuperaron la posición.

## Situación estancada (febrero a junio de 1933)
La situación se mantuvo estable a partir del día 26 con combates trinchera a trinchera y duelos de artillería. Kundt y Estigarribia ordenaron que donde fuera posible se acortasen las distancias cavándose zanjas de aproximación y se mejoraran las posiciones. 
Tras el fracaso de este primer intento, el general Kundt  se empeñó en mantener la posición alcanzada hasta conseguir más recursos humanos y pertrechos para atacar nuevamente el fortín con más fuerza. Para lograrlo debía definir previamente a su favor la lucha que las tropas bolivianas, desde noviembre de 1932, sostenían en ‘’Kilómetro 7‘’ y ‘’Kilómetro 12‘’, dado que no podía pedir más contingentes porque los recursos económicos del Estado boliviano y los problemas logísticos impedían mantener en el Chaco un ejército superior al que contaba en ese momento.

## Evaluación
El historiador norteamericano David H. Zook  señala cuatro errores en la conducción del comando de la 7.ª División boliviana en la Primera batalla de Nanawa: 
• Insuficiencia de coordinación. 
• Falta de información necesaria antes de la acción. 
• Violación al principio de economía de las fuerzas. 
• Subestimar al adversario.
A estos aspectos el historiador Casabianca agregará otros que atribuye esencialmente al general Kundt y al coronel Toro, como Jefe del Estado Mayor del Primer Cuerpo de Ejército boliviano:
1) La dirección “este” dado al ataque pues una vez capturado Nanawa se ingresaría a una zona desconocida, pantanosa y no utilizada por la logística del ejército paraguayo.
2) El ataque frontal a una posición fortificada, sin ninguna sorpresa, con el objeto de ocupar territorio para afectar la moral del enemigo y levantar la propia en lugar de apuntar a la destrucción de las fuerzas enemigas.
3) La premura por iniciar un ataque sin haber concentrado totalmente las fuerzas y recursos y cuando el periodo de lluvias ya había comenzado lo que afecta más al que ataca que al que se defiende. Este hecho fue criticado oportunamente por el presidente Daniel Salamanca.
4) Preferir el ataque frontal masivo a la maniobra. Los montes chaqueños, debido a las largas distancias, la falta de agua y recursos para sobrevivir, se prestaban más a las acciones de poca importancia, cercos de puntos fortificados para aislarlos logísticamente, guerrilla, “golpes de mano” o sorpresivos y cuatreraje o “limpieza”.
La actuación de la aviación boliviana no fue efectiva por el mal tiempo y la densidad de los montes existentes en la zona lo que impedía detectar las posiciones enemigas.